# Der Architekt des Sultans
Der Architekt des Sultans (Originaltitel: The architect's apprentice) ist ein historischer Roman von Elif Shafak. Im Jahre 2013 zuerst in der türkischen Übersetzung von Shafak und Omca Korugan bei Doğan veröffentlicht (Titel: Ustam ve Ben), erschien das englischsprachige Original im Jahre 2014 bei Viking Press. Im Jahre 2015 folgte im Verlag Kein & Aber die deutschsprachige Übersetzung von Michaela Grabinger.

## Kurzbeschreibung
Vor dem Hintergrund des auf dem Höhepunkt seiner Macht stehenden Osmanischen Reiches schildert der Roman den gesellschaftlichen Aufstieg eines einfachen anatolischen, sich als Inder ausgebenden jungen Mannes und „rekonstruiert das Leben, die Arbeit und die Zeit des berühmtesten Architekten des Osmanischen Reiches, Sinan.“

## Inhalt
Vorausblende „Istanbul, 22. Dezember 1574“
Der über vierzigjährige „Elefantenführer und Bauzeichner“ Jahan arbeitet in der Menagerie des Topkapı-Palastes an Bauplänen, als seine Aufmerksamkeit erst durch die Unruhe der dortigen Menagerie-Tiere abgelenkt wird, ehe „der unmenschlich gellende Schrei einer Frau“ aus dem Palast-Innern kommt. Jahan dringt klammheimlich in das Palast-Innere vor, wird Zeuge, wie die im Auftrag des neuen Sultans Murad getöteten Sultans-Geschwister weggeschafft werden sollen, wird beinahe ertappt, doch sein aus anderem Anlass in den Palast geholter Meister, der Architekt Sinan, gibt Jahan ein Alibi: Er hätte Jahan mitgenommen, da man mit dem Alter hilfsbedürftiger würde.
Erster Teil „Vor dem Meister“ (1537/40)
Der kaum zwölfjährige Jahan, der vor seinem brutalen Stiefvater auf See geflohen ist, reist an Bord eines Schiffes des für den osmanischen Sultan auf Kaper fahrenden Captain Gareth, wo Jahan sich um den im Laderaum befindlichen weißen Indischen Elefanten Chota kümmert, ohne dessen Elefantenführer zu sein, und während der Fahrt „Skizzen vom Schiff und von den Matrosen“ fertigt. Gareth fordert unter Androhung von Gewalt von Jahan, nach der Ankunft als angeblicher Elefantenführer mit Chota in die Menagerie des Istanbuler Sultans-Palastes einzuziehen: „Der Palast steckt voller Gold und Juwelen. Ein Paradies für Diebe“, fordert Gareth den Jungen auf, für ihn zu stehlen. Im Palast beobachtet alsbald eine „geheimnisvolle Schnüfflerin“ aus einem Strauchwerk heraus Jahan bei dessen Arbeit mit Chota. Jahan „ließ sich so bereitwillig beobachten, und sie ging dabei so verstohlen vor, dass beide nie auch nur ein Wort gewechselt hätten, wäre ihr nicht eines Tages eine Wespe zu nahe gekommen“; bei der Flucht vor dem Stechinsekt entpuppt sich die „geheimnisvolle Schnüfflerin“ als die Sultans-Tochter Mihrimah, die etwas älter als Jahan ist und anschließend immer wieder in Begleitung ihrer wegen einer Asthmaerkrankung notorisch nach Verbascumrauch riechenden Kinderfrau Hesna Khatun heimlich zu Chota und Jahan geht. Jahan erzählt Mihrimah seine teilweise wahre, teilweise erfundene Lebensgeschichte und heimst so anscheinend ihre Bewunderung ein. „Bezaubert und betört von ihrer Zuneigung, stand Jahan da.“ Allerdings taucht nicht nur Mihrimah bei Jahan und Chota auf, sondern eines Tages auch deren Mutter Hürrem, „die von allen gehasst und jeglicher Lästereien für würdig empfunden wurde“ und „eine große Schwäche für Kuriositäten“ hat. Hürrem erkundigt sich, was der weiße Elefant Besonderes könne. Jahan fürchtet, das Tier könne in Ungnade fallen, weil es keine Kunststücke beherrscht, und damit auch er selbst, getreu dem Schicksal aller Tierwärter: „Gediehen die Tiere, erging es auch ihnen gut; fielen die Tiere in Ungnade, galt dasselbe für sie.“ Der verzweifelte Jahan behauptet daher, Chota sei eigentlich ein Kriegselefant, woraufhin Hürrem meint, dann könne Chota in einem bald bevorstehenden Krieg kämpfen. In Windeseile bereitet Jahan den Elefanten für den Krieg vor und geht mit ihm auf den Feldzug gegen „Schwarz-Bogdanien“ (das Fürstentum Moldau), der jedoch an der Überquerung des Pruth zu scheitern droht.
Zweiter Teil „Der Meister“ (1538 bis 1557)
Nachdem drei Brückenbauversuche am Pruth fehlschlugen, beauftragt Sultan Süleyman den Militäringenieur Sinan mit einem weiteren Versuch. Jahan kommt auf die Idee, wenn er für Sinan arbeitete, „käme er den Reichtümern des Sultans ganz nahe. Alle sprachen davon, dass der Herrscher Truhen voller Münzen und Edelsteine mitgenommen hatte, um diejenigen zu belohnen, die sich auf dem Schlachtfeld als besonders mutig erwiesen.“ Jahan dient Sinan den Elefanten Chota als Bauelefant an und nimmt an Sinans Erfolg teil, aber auch an der anschließenden, traumatisierenden Schlacht. Nachdem Jahan und Chota mit dem siegreichen Heer nach Istanbul zurückgekehrt sind, hat Hürrem eine neue Idee, die Jahan erneut „unbehaglich zumute“ werden lässt: Chota soll anlässlich einer Prinzenbeschneidung auftreten. Die nach wie vor heimlich in die Menagerie kommende Mihrimah hilft Jahan dabei, Chota dafür Kunststücke beizubringen. Bei der Feierlichkeit spießt der durch die ungewohnten Anforderungen überforderte Elefant zur Erheiterung Süleymans den Turban des Großwesirs Lüfti Pascha auf, mit dem Sinan sich auf dem Bogdanien-Feldzug verkracht hatte, Lüfti lässt auf Chota schießen, doch Jahan fängt den Pfeil mit seinem Körper ab. Wegen des gemeinsamen Gegners Lüfti und wegen Jahans zeichnerischer Begabung nimmt Sinan Jahan als Lehrling auf. Das Lüfti-Problem erledigt sich, weil Lüfti seine Frau (eine Schwester des Sultans) schlägt, geschieden und entlassen wird. Als erstes hilft Jahan beim Bau der Şehzade-Moschee mit, hat dabei aber keine Möglichkeit, Geld für Captain Gareth beiseite zu schaffen, sieht eines Januars eine weibliche Wasserleiche treiben. „Nach der Kleidung und dem Halsschmuck zu urteilen, kam sie aus einem wohlhabenden Haus, vielleicht sogar aus dem Palast.“ Um an den Schmuck zu gelangen, lenkt Jahan Chota ins Wasser, Chota bleibt im Schlamm stecken, doch beide werden von dem Roma-Trupp eines gewissen Balaban gerettet, der bärbeißig meint, sie hätten selbst eine Elefantenkuh und wären nur um des schönen Elefanten Chota willen eingeschritten; die Elefantenkuh Balabans verschafft später auch dem erstmals brünstigen Chota Abhilfe. Mit dem nächsten Auftrag des Teams um Sinan, dem Bau der Süleymaniye-Moschee, beginnt eine Unfall-Serie, der mehrfach Sinan zum Opfer zu fallen droht. Nachdem Jahans große Liebe Mihrimah mit Rüstem, dem Dritten Wesir des Reichs, verlobt wurde, wird der bekümmerte Jahan zusammen mit dem Sinan-Schüler Davud auf Fortbildungsreise nach Rom geschickt wird, um den noch unfertigen Petersdom zu studieren. Auf der Rückreise steigen Jahan und Davud auf dem Landweg gen Edirne in einem Gasthof ab. „Als Jahan und Davud am nächsten Morgen erwachten, hatte man sie beraubt“, als einzige Reisende im Gasthof.
Dritter Teil „Die Kuppel“ (1562 bis 1580)
„Das Jahr 1562 blieb Jahan stets als ein glückliches in Erinnerung“, denn Liebeskummer und Liebesleidenschaft sublimiert Jahan für Sinan in die Planungen der Mihrimah-Sultan-Moschee. Das Herzblut, das Jahan in dieses Projekt legt, sorgt dafür, dass Sinan Jahan „mehr Verantwortung übertragen“ wird. Fast parallel dazu arbeitet Sinan an Aquädukt-Entwürfen für das Wasserversorgungssystem Istanbuls, was ihn in Konflikt mit Mihrimahs Ehemann bringt, der es nicht goutiert, dass Jahan den Sultan auf einem Jagdausflug auflauert, um den Sultan von den Entwürfen zu überzeugen: „So landete der unbotmäßige Schüler durch den Versuch, seinem Meister bei der Versorgung der Stadt mit Wasser zu helfen, in den dunklen Verliesen der Burg der Sieben Türme“, wo just Balaban samt fünf weiterer Roma wegen Kutschen-Diebstahls einsitzt: „In den Verliesen der Burg der Sieben Türme war Balaban König“, denn jeder Gefangene hat „draußen Menschen, die er liebte – Eltern, Ehefrauen, Kinder. Selbst der bösartigste Insasse wusste, dass ihm aus den Reihen der Zigeuner Vergeltung drohte, falls er Balaban ein Leid antat. Denn Balaban war Oberhaupt einer riesigen Sippe, deren Größe nicht einmal er selbst genau kannte“, hält als Elefantenfreund seine schützende Hand über den gleichfalls eingekerkerten Elefantenfreund Jahan und kündigt an, ihn „zum Zigeuner ehrenhalber“ machen zu wollen. Nach sechswöchiger Haft Jahans hat Mihrimah es erreicht, dass ihr Ehemann Rüstem Jahan frei lässt. Als Rüstem dann stirbt und Mihrimah ihm eine Moschee errichten lassen will, nimmt Jahan sich vor, er „würde seine Abneigung gegen Rüstem Pascha in ebendas Denkmal ätzen, das diesem gewidmet war.“ Ebenfalls sterbend: der alte Sultan Süleyman während eines Feldzugs, an dem nach Vollendung der Rüstem-Pascha-Moschee auch Jahan und der vermeintliche Kriegselefant Chota teilnehmen müssen. Anschließend widmet sich Jahan wieder seinen Kernaufgaben, unterstützt Sinan beim Bau der Kanuni-Sultan-Süleyman-Brücke, erfährt, dass die Gefahr durch Captain Gareth vorüber ist: Der Engländer ist während eines Gefechts zum Feind übergelaufen. Unter dem neuen Sultan Selim erhält Sinans Team den Auftrag für die Planung der Selimiye-Moschee. „Eigentümlicherweise sank der Sultan immer tiefer, während die Moschee, die seinen Namen tragen sollte, höher und höher wuchs. Beide, der Mensch und das Gebäude, waren auf innige, aber verkehrte Weise miteinander verbunden wie Tag und Nacht.“ Im Todesjahr auch dieses Sultans, in dessen Vergnügungen Jahan und Chota am Rande immer wieder involviert sind, bricht im Palast ein Feuer aus. Während der folgenden Renovierung sieht Jahan letztmals die geliebte Mihrimah in gesundem Zustand: Sie fährt in einer Kutsche aus dem Palast, blickt Jahan „unverwandt in die Augen“, lächelt, errötet, lässt ein parfümiertes Taschentuch aus der Kutsche schweben, „damit er es später aufheben konnte.“ Sinans Team wirkt anschließend erst beim Bau von Tayiküddins Observatorium mit und nach Tayiküddins Fehldeutung des Großen Kometen von 1577 am Observatoriums-Abriss: „Mit dem Abriss des Observatoriums wurde auch in Jahan etwas zerstört. Ohne seine Liebe zu Mihrimah und seine Ergebenheit gegenüber Sinan hätte er dieser Stadt der zerborstenen Ziegel und des verbrannten Holzes den Rücken gekehrt.“ Mihrimah stirbt dann nach monatelanger Krankheit, während derer Jahan sie sechsmal besucht. An ihrem Sterbebett „vergrub er sein Gesicht in den Besatz ihrer Bettdecke. Dort war er all die Jahre hindurch gewesen – am Rand ihres Lebens.“
Vierter Teil „Nach dem Meister“ (1588 bis 1632)
Von den drei Gründen Jahans, noch in Istanbul zu bleiben – Mihrimah, Sinan, Chota – stirbt dann nach Mihrimah noch ein weiterer: Sinan. Jahan bekommt vom Großeunuchen Kamil Agha eröffnet, dass er nicht der neue Hofarchitekt werden soll, sondern Lehrer in der Palastschule, „eine angesehene Tätigkeit, die ihn mit Stolz, aber auch mit Sorge erfüllte.“ Der neue Hofarchitekt, Jahans Italientour-Begleiter Davud, bietet Jahan an, seine „rechte Hand“ zu werden. Jahan erwägt das, während ihr Gespräch unterbrochen wird, Davud den Raum verlässt und Jahan in der von Sinan übernommenen Bibliothek Davuds in alten Bauplänen stöbert, darin auch Striche „mit hellerer Tinte“ entdeckt an den Tatorten jener Unfall-Serie, der mehrfach Sinan zum Opfer zu fallen drohte; Jahan führt diese andersfarbigen Markierungen auf die Hand Sinans zurück und deutet sie als Hinweise darauf, wo möglicherweise Planungs- oder Baufehler gewesen sein könnten. Als Davud wieder zu Jahan zurückkehrt, nimmt Jahan einen „frischen, merkwürdig vertrauten Geruch am Gewand des Freundes“ wahr, ohne sich daran erinnern zu können, „wann und wo er ihm schon einmal begegnet war.“ Um das Maß von Jahans Gram voll zu machen, stirbt dann auch noch der seit einiger Zeit kränkelnde Chota, wird zur Vivisektion durch den wissbegierigen französischen Botschafter freigegeben, wie Jahan der Kamil Agha eröffnet, der sich wenig später beim am Boden zerstörten Jahan einzuschmeicheln versucht, meint, Jahan solle sich mit ihm ins Nachtleben stürzen: „Wir gehen dorthin und vergessen. Alles. Hast du verstanden?“ Da der Kamil Agha gleichzeitig Vorgesetzter ist, folgt Jahan dieser Anweisung, geht mit dem Kamil Agha in ein Bordell, wo er auf „Mihrimahs Ebenbild“ trifft, mit ihr zum Geschlechtsakt schreitet, in deren Verlauf die Prostituierte zu ihm meint „Nenn mich Mihrimah“, woraufhin er fragt: „Woher kennst du diesen Namen?“ Es kommt zum Wortgefecht, dann zu einer körperlichen Auseinandersetzung, in deren Verlauf Jahan die Prostituierte niederstößt, durch die Einflüsterung einer weiteren Prostituierten meint, die Pseudo-Mihrimah getötet zu haben; diese aber sei die Geliebte des Kamil Agha gewesen. „Kurz bevor ihn die haltlose Verzweiflung überkam“, flieht der vermeintliche Mörder Jahan zu seinem vermeintlichen Freund Davud, der ihm als Fluchtort eine schwiegerväterliche Obstplantage in Thrakien anbietet. An einer Weggabelung dorthin entscheidet sich Jahan jedoch für einen anderen Weg, gelangt zu jenem Gasthof, in dem er rund 30 Jahre vorher mit Davud übernachtet hatte, und erfährt dort vom Wirt, dass wohl Davud damals der Dieb gewesen ist, woraufhin Jahan nach Istanbul zurückkehrt. Der geübte Dieb Jahan bricht in Davuds Haus ein, sichtet nochmals die in der dortigen Bibliothek gelagerten, mit heller Tinte ergänzten Baupläne. „Die Zusätze auf Meister Sinans Entwürfen waren nicht nach den Vorfällen eingezeichnet worden, um herauszufinden, wo die Fehler lagen, sondern davor“: Planungsunterlagen für Davuds Mordanschläge auf Sinan. Davud entdeckt den Einbrecher, rechtfertigt seinen Hass auf den architektonischen Propagandisten osmanischer Macht Sinan: „Nie hat er seine Stimme gegen die Grausamkeit oder die Ungerechtigkeit erhoben. Selbst als du im Kerker schmachten musstest, hat er keinen Finger für dich gerührt! […] Jede gigantische Moschee, die wir errichtet haben, wurde mit einem Krieg oder einer Eroberung finanziert. […] Solche Nöte kümmerten unseren Meister nicht. Er verschloss sich der Einsicht, dass es ohne Blutvergießen in der Ferne kein Geld gegeben hätte und ohne Geld in der Hauptstadt nichts gebaut worden wäre.“ Da Jahan beseitigt werden muss, schlagen Davuds Handlanger ihn nieder, pferchen ihn in eine Truhe, stellen ihn in einem Fischerschuppen unter, wo er verenden soll. Allerdings wird das Heranschleppen und Verbergen einer schweren Truhe von Beobachtern als das Heranschleppen und Verbergen einer Schatztruhe interpretiert, und so tritt Balaban auf den Plan: „Allmächtiger […] – es ist Jahan! Der Mann weiß sich einfach nicht zu helfen. Jede Schnecke ist schlauer als er. Ich ziehe ihn aus dem eiskalten Wasser, ich treffe ihn im Kerker, jetzt steckt er mitten im Gerümpel. Ständig ist er in Schwierigkeiten!“ Während Jahan anschließend bei den Roma gesundgepflegt wird, fällt ihm der Geruch der bei Atemwegserkrankungen reizmildernden Königskerze auf, er erinnert sich daran, dass Mihrimahs asthmatische Dauerbegleiterin Hesna Khatun immer danach roch und daran, dass er bei seinem vorletzten Davud-Besuch an Davud einen „frischen, merkwürdig vertrauten Geruch am Gewand“ wahrnahm, ohne sich daran erinnern zu können, „wann und wo er ihm schon einmal begegnet war.“ Daraufhin macht sich Jahan zu Hesna Khatun auf, die seit 15 Jahren in einer Art Altenheim für ehemalige Harems-Bedienstete lebt, und stellt die Greisin zur Rede. Hesna Khatun berichtet, dass Mihrimah für ihren Vater Süleyman nur Hassliebe übrig hatte, weil er sie vernachlässigte und Brüder von ihr tötete: „Mihrimah wusste, dass sie niemals über ihren Vater triumphieren würde, und wollte das auch gar nicht. Sie wollte ihm das Leben erschweren. Die Moschee, die dein Meister errichtete, sollte Sultan Süleyman unsterblich machen und der Nachwelt seine Größe aufzeigen. Wir beschlossen, uns ein wenig zu rächen, indem wir dafür sorgten, dass sich eure Arbeit in die Länge zog“; daher die ersten Anschläge. Davud wäre nur eine letztlich unbeherrschbare Marionette gewesen, hätte Hesna Khatun erpresst, weswegen sie ihn jüngst aufgesucht hätte. Im Übrigen wäre eigentlich Jahan, nicht Davud, in Sinans verschwundenem Testament zur Nachfolge als Hofarchitekt empfohlen worden, und Mihrimah hätte in Jahan nur eine Art Haustier, eine Abwechslung im Alltag gesehen: „Mein hübscher Dummkopf hat sie dich genannt. Einen Narren hatte sie an dir gefressen – aber würdest du das Liebe nennen?“ Enttäuscht schifft sich Jahan mit Hilfe Balabans ein, der inzwischen herausgefunden hat, dass die Pseudo-Mihrimah nicht tot und alles ein abgekartetes Spiel von Davud und dem Kamil Agha gewesen ist. Jahan bereist Italien, Frankreich, England, Spanien und übt als Nicht-Zunftangehöriger das Architektenhandwerk „mittelbar aus, indem er, stets schlecht bezahlt, Entwürfe für andere Architekten schuf. […] Als er fast hundert Jahre zählte, fuhr Jahan mit dem Schiff nach Portugal“, lernt an Bord einen Mann kennen, der ihn empfiehlt, nach Agra zu gehen, wo sein Namensvetter Shah Jahan ein Grabmal für seine Frau baue. Im Jahr 1632 trifft Jahan in Indien ein und wird aufgrund seiner Fähigkeiten zu einem der zwei Hofarchitekten für den Bau des Taj Mahal, heiratet eine 66 Jahre jüngere, schwangere Witwe und wird Stiefvater.

## Textanalyse
Bei Der Architekt des Sultans handelt es sich um einen weitgehend auktorial erzählten Roman, abgesehen von einem in Ich-Form erzählten, im Jahr 1632 spielenden Text-Rahmen. Die auktoriale Erzählung startet mit einer Vorausblende aus dem Dezember 1574, ehe die Haupthandlung einsetzt. Sie beginnt 1537, frühestens 1538, oder 1540 und endet im Jahr 1632. Orte der Handlung sind Istanbul, Rom, Agra, ein Gasthaus westlich von Edirne sowie die offene See.

### Nicht-chronologische Erzähltechnik als Stilmittel
Elif Shafak beschloss in Der Architekt des Sultans „dem Erzähltempo zuliebe keine strikt chronologische Reihenfolge einzuhalten, sondern einen eigenen Zeitrahmen zu schaffen und wahre historische Begebenheiten darin einzupassen“, was besonders die Figur Mihrimah betreffe, so Shafak. Shafak verlegt hierbei nicht nur die Hochzeit Mihrimahs mit Rüstem Pascha vom Jahr 1539 ins Jahr 1557, sondern lässt demzufolge auch Mihrimahs Tochter Aisha (in der Realität im Jahr 1541 geboren) im Jahr 1562 als kleines Mädchen auftreten und Mihrimahs Ehemann Rüstem Pascha nicht 1561 sterben, sondern erst nach Vollendung von Sinans Aquädukt-Projekt, also frühestens 1564. Außerdem stirbt die Roman-Mihrimah nicht wie die reale in 1578, sondern erst nach der Zerstörung von Tayiküddins Observatorium 1580. Der zweite Schwerpunkt nicht-chronologischer Erzähltechnik liegt im Ersten Teil des Buches („Vor dem Meister“), der zeitlich entweder in 1537, in 1538 oder in 1540 zu verorten ist. Im Roman legt Shafak selbstironisch diesbezüglich dem französischen Botschafter am Sultans-Hof die Worte in den Mund: „Die Türken haben keinen Sinn für Chronologie. Das ist das Erste, was man als Fremder in diesem Land lernen muss. Sie bringen historische Ereignisse durcheinander. Das Heute folgt auf das Morgen, und das Morgen geht dem Gestern voraus.“

### Themen
Der Architekt des Sultans ist ein Roman um die unerfüllte und einseitige Liebe eines Mannes namens Jahan zu einer sozial höhergestellter Frau sowie um die Liebe Jahans zu einem Elefanten namens Chota, „der stets gutmütig und weichherzig war und weder Herablassung noch Boshaftigkeit kannte“, dessen gelassene Ausstrahlung Jahan beruhigt und von dem Jahan „das Gefühl [hat], dass Chota jedes Wort verstand.“ Allerdings beschränkt sich solcher Anthropomorphismus nicht nur auf ein Tier – auch Städte- und Gebäudebau tragen in dem Roman personifizierende Züge:
Stadt
Shafak verleiht in ihrem Roman der Stadt im Allgemeinen, Istanbul im Besonderen menschliche Züge: „Istanbul verteilte großzügig und widerrief sein Geschenk im selben Atemzug. Eine Stadt, so groß, dass sie sich nicht nur nach rechts und links ausdehnte, sondern auch nach oben hin, zum Firmament, als wäre ihr Hunger nicht zu stillen. Und doch war sie bezaubernd.“ Das Stilmittel Personifikation setzt allerdings nicht nur der auktoriale Erzähler ein, sondern auch Sinan, als Sinan seinen Lehrlingen zu bedenken gibt, „dass Städte wie Menschen sind und nicht nur aus Stein und Holz bestehen, sondern auch aus Fleisch und Knochen. Sie bluten, wenn man sie verletzt. Jedes ungesetzlich errichtete Gebäude ist ein Nagel in das Herz Istanbuls. Vergesst nicht, mit Städten mitzufühlen wie mit Menschen“, ein Textabschnitt, der im Zusammenhang mit den Gezipark-Protesten im Erscheinungsjahr der türkischen Ausgabe gelesen werden kann: Shafaks romanhafte Rückkehr zu osmanischen Wurzeln greift in die Diskussion um das ein, „was weithin als zeitgenössische ‘Nostalgie‘ für das Osmanische Reich erkannt wird, die die ‘neo-osmanische‘ Politik der Türkei von Tayyip Erdoğan prägt“, zu dessen Nationalismus es nicht passt, dass bei Shafak das osmanische Istanbul „als eine Kombination aus mehreren Minderheitenkulturen von Ost und West präsentiert“ wird: In Istanbul „lebten viel zu viele Seelen unter ein und demselben Himmel, ihre Zahl übertraf die der Sterne, zu denen sie hinaufblickten – Muslime, Christen, Juden, Gläubige und Ketzer aller Religionen, die alle gleichzeitig mit Gott sprachen und deren Bitten und Gebete um Glück und Beistand vom Wind weitergetragen wurden und sich mit dem Geschrei der Möwen vermischten. Jahan fragte sich, wie der Allmächtige in dem Tumult auch nur einen Einzigen hören konnte.“
Architektur
Ebenso, wie das osmanische Istanbul als Produkt einer transkulturellen Gesellschaft dargestellt wird, wird auch die in dem Roman ausführlich dargestellte Architektur Sinans als ein Produkt der Transkulturalität dargestellt: Materialien und Menschen aus allen Teilen des Osmanischen Reiches kommen zusammen, die Materialien werden zu einem einzigen Bauwerk, die Menschen verschiedener Herkunft zu „einer Art Bruderschaft“, die an einem gemeinsamen Werk interessiert ist: „Während draußen auf dem Meer Inseln erobert und Flotten versenkt wurden, Moslems Christen und Christen Moslems töteten, arbeiteten in Sinans kokonartiger Welt alle Seite an Seite.“ Mehrfach vermenschlicht Sinan seine Bauten: „Stell dir ein Kind im Schoß der Mutter vor. Es lebt durch die Mutter und nimmt ihr Kraft. Wenn wir ein Bauwerk errichten, sind wir wie diese Mutter. Und sobald das Kind das Licht der Welt erblickt hat, ist niemand glücklicher als wir. […] Allerdings sind manche Geburten schwerer als andere“, gibt Sinan zu, der andernorts meint: „Es gibt vier Körperflüssigkeiten – Blut, gelbe Galle, schwarze Galle, Schleim. Und wir arbeiten mit vier Elementen – Holz, Marmor, Glas und Metall. […] Das Gesicht ist die Fassade, die Augen sind die Fenster, der Mund ist die Tür, die sich zur Welt hin öffnet. Arme und Beine sind die Treppen.“ Da der Mensch jedoch ein Ebenbild Gottes sei, sei Architektur somit „ein Spiegel, in dem sich die unsichtbare Harmonie und Ausgewogenheit des Universums zeigt.“ Das betonend, verdrängt Sinan allerdings seine eigene Rolle als Architekt der Macht und „die enge Verbindung zwischen Architektur und Krieg – mit den spektakulärsten Moscheen, die durch Plünderung finanziert werden“. Sowohl sein Lehrling Jahan als auch sein Lehrling Davud sind da weiter. Jahans Einstellung zu seiner Architekten-Tätigkeit ändert sich nach Jahans Haft in dem düsteren, desolaten Kerker: „Bei all seiner Leidenschaft für das Entwerfen von Bauten hatte sich Jahan weder viele Gedanken über diejenigen gemacht, die diese Gebäude einmal nutzen würden, noch darüber, wie es ihnen dort erginge. Das hatte sich geändert. Jetzt waren ihm die Menschen ebenso wichtig wie die Gebäude.“ Und Davuds Einstellung offenbart sich noch vor seiner Entlarvung in der Äußerung, die „Blüte der Architektur in der Hauptstadt würde nur fortbestehen, wenn man allerorten Kriege gewann“. Insgesamt ist Architektur „ein kraftvolles Motiv in Elif Shafaks kompliziertem, vielschichtigem neuem Roman, der sich sowohl durch seine prächtigen Details als auch durch sein großartiges Design auszeichnet. Es ist nicht nur der Bau der architektonischen Wunderwerke des Osmanischen Reiches, der lebhaft beschworen wird, denn diese wunderschön geschriebene Geschichte fragt auch: Was ist der beste Weg, unser Leben aufzubauen? Und was könnte dazu führen, dass das Leben, das wir geschaffen haben, im Kern zusammenbricht?“
Kuppel
Shafak stellt in ihrem Roman immer wieder eine ausgeprägte architektonische Struktur heraus, „die zu seinem literarischen Tropus wird: die Kuppel.“ Errungenschaften der Architektur wie die Kuppel sind einerseits auf transkulturelle Anleihen angewiesen, andererseits wird in dem Roman jeder geografische oder religiöse Unterschied unter derselben symbolischen Kuppel zusammengefasst: „Die Kuppel war mit dem Firmament über ihr verschmolzen“, meint Jahan nach Eröffnung der Süleymaniye-Moschee: „Allein in der Moschee, ein Pünktchen in dem gewaltigen Raum, sah Jahan die Welt nur mehr als riesige Baustelle. Während der Meister und seine Schüler die Moschee errichtet hatten, war ihr Schicksal vom Universum zusammengefügt worden. Niemals zuvor hatte er sich Gott als Architekten gedacht. Christen, Juden, Muslime, Zoroastrier und Menschen unzähliger anderer Religionen und Glaubensbekenntnisse lebten unter derselben Kuppel.“ Dieses Bild kehrt in abgeschwächter Form in dem Roman immer wieder und taucht verstärkt auf, als Jahan einer der Architekten des Taj Mahal ist: „Wir leben, plagen uns und sterben unter derselben unsichtbaren Kuppel. Reich und arm, muslimisch und getauft, frei und versklavt, Mann und Frau, Sultan und Mahut, Meister und Schüler… Wenn es eine Form gibt, die uns alle umfassen kann, ist es die Kuppel. In ihr verschwinden alle Unterschiede, und jeder Laut, ob freudig oder traurig, geht ein in die große Stille allumfassender Liebe.“ Bereits Jahans Lehrmeister Sinan behauptet, jeder Handwerker, jeder Künstler schließe einen direkten Bund mit dem Göttlichen, was wiederum bedeutet, dass organisierte Religion überflüssig ist, worin sich widerspiegelt, dass Shafak sich „nicht für organisierte Religion interessiert und stark zur islamischen Mystik hingezogen fühlt“, die Shafak an zwei Stellen des Romans thematisiert: Zum einen wird ein Sufi als Ketzer aufgrund der Anklage des Großmufti hingerichtet, zum anderen hält ein Sufi das Eröffnungsgebet für Tayiküddins Observatorium. „Gerüchten zufolge hatte sich der Scheichülislam geweigert, bei der Feier vorzubeten“ und sorgt später mit für den Abriss des Observatoriums. Auch in einem Gespräch zwischen Jahan und Balaban werden organisierte Religionen indirekt kritisiert, als Jahan fragt „Du stiehlst, trinkst, spielst, bestichst und glaubst dennoch, dass du ins Paradies kommen wirst?“ und Balaban erwidert: „Tja, Bruder, ich schaue mir die Selbstgerechten an und sage mir, wenn die hineindürfen, dann darf ich es erst recht“. Die Ambivalenz des Religiösen schlägt sich laut dem Roman sogar in der Architektur nieder. „Jahan kam der Gedanke, dass sich die meisten Gotteshäuser in zwei Kategorien einteilen ließen: Es gab diejenigen die in den Himmel ragten, und diejenigen, die den Himmel der Erde näherbringen wollten. Sehr selten begegnete man einer dritten Art, auf die beides zutraf.“

### Figuren
Haupt- und Titelfiguren
- Jahan: Diese dem historischen Davud-Agha nachempfundene[114] fiktive Romanfigur ist bei Einsetzen der Binnenhandlung (zwischen 1537 und 1540)[81] zwölf Jahre alt; damit wäre Jahan zwischen 1525 und 1528 geboren. Er hat schwarze Haare,[7] hyazinthblaue Augen,[115] „Ohren, jedes groß wie eine Männerfaust“ sowie ein „Grübchen in seiner linken Wange“.[116] Eigentlich ist Jahan „nur ein Bursche aus einem anatolischen Dorf gewesen – von Elefanten hatte er keine Ahnung gehabt“, war Captain Gareths Schiffsjunge[117] und träumt davon, eines Tages „als reicher und mächtiger Mann“ heimzukehren und seine von seinem brutalen Stiefvater getötete Mutter zu rächen; dafür zwackt Jahan von der für Garreth gedachten Beute etwas ab.[118] Um sein Ziel zu erreichen, gibt Jahan vor, ein Inder zu sein, und der Roman selbst scheint an einigen Stellen zu vergessen, dass er das nicht ist. Auch erzählt er seiner geliebten Sultans-Tochter Prinzessin Mihrimah Geschichten von seiner angeblichen indischen Herkunft.[119] Diese in dieser Hinsicht etwas fragwürdige Persönlichkeit ist ein cleverer, doch gleichzeitig oft naiver Charakter,[120] „der ständig Fragen stellte“[121] und zu Beginn der Handlung genauso einsam „in diese Stadt der Schatten und Echos gekommen ist“ wie er am Ende geht,[122] was sein Beschützer Balaban so kommentiert: „Ich bin zwar traurig, dass du fortgehst, aber auch ein bisschen froh. Du bist einfach zu vertrauensselig, um in Istanbul zu überleben, Bruder.“[123]
- Sinan: Der armenische[124] Zimmermannssohn[125] ist mit 21 Jahren zum Islam konvertiert[126] und hat in seinem eigenen Leben viele schmerzhafte Erfahrungen gemacht.[127] Dennoch: „Sinan hasste und mied niemanden, er begegnete allen ausgeglichen, höflich und freundlich“.[128] Allerdings hat Sinan dennoch einige sichtbare und „unsichtbare Fehler“,[129] zu denen auch das gehört, was ihm sein Lehrling und insgeheimer Gegner Davud vorwirft: „Für Sinan war jeder Auftrag eine Art Kokon – einmal darin, nahm er die Außenwelt nicht mehr wahr“[130] und errichtet von allen politischen Widerwärtigkeiten und „von allen Katastrophen unbeeindruckt ein Bauwerk nach dem anderen“[88] mit der Begründung: „Ich vermag niemanden davon abzuhalten, etwas zu zerstören. Das Einzige, was ich tun kann, ist, immer weiter zu bauen.“[131] Sinan hat „dunkle, ruhig und traurig blickende Augen“[132] sowie „kräftige, knochige Finger und raue, schwielige Innenseiten“ an den Händen,[133] außerdem eine „lange, gebogene Nase, die breite Stirn mit den tiefen Falten, den dichten, altersgrauen Bart, an dem er immer zupfte, wenn er tief in Gedanken war, die Narbe an der linken Braue, die an den Tag gemahnte, als er im Jünglingsalter in der Tischlerwerkstatt seines Vaters auf einen Keil gefallen war.“[134] Für Jahan ist Sinan der „einzige[] Mensch[], der an ihn glaubte“,[135] für die Autorin Shafak ein Held nach ihrem Geschmack: „Er war die Art von Mensch, der die Kuppel als ein allumfassendes Konzept betrachtete – kein Symbol des Christentums oder des Islam, sondern ein Symbol, das die Menschen vereinte“[136]

Nebenfiguren (Auswahl)
Abgesehen von „Shafaks schurkenhafter Darstellung des Wesirs sind die drei Sultane, unter denen Sinan dient, auf unterschiedliche Weise korrupt, fromm, egoistisch und eitel“, während die Angehörigen sozial niedrig stehender Stände und marginalisierter Gruppen meist eher positiv dargestellt werden.
- Mihrimah: Die Sultans-Tochter ist hochgewachsen, schlank und hat „gewelltes Haar“ sowie bernsteinfarbene,[138] „weit auseinander liegenden Augen in […] ovalem Gesicht“,[19] das „ringelblumengelbe Sommersprossen auf den Wangen“ zieren.[138] Ferner gibt es eine „Lücke zwischen den Vorderzähnen […], die ihrem Gesicht den so heiteren, schelmischen Ausdruck verlieh“.[139] Anders als die reale Mihrimah ist die verschmitzte[19] Roman-Mihrimah nur ein bisschen älter als Jahan,[12] anders als viele Prinzessinnen hat sie „als Kind die besten Lehrer – ihr Vater wollte eine belesene Tochter“,[140] die sich allerdings als „einzige Tochter unter lauter Söhnen, von denen einer der Thronfolger war“ oft einsam fühlt,[26] von ihrer Mutter wegen ihres Geschlechts vernachlässigt wird und genauso unglücklich wie Jahan ist.[127]
- Davud: Der Lehrling und spätere Nachfolger Sinans „besaß einen messerscharfen Verstand“,[141] ist „eifrig und ernst, aber ungeduldig“[121] sowie „dick und von hohem Wuchs“.[141] Als Davud zehn Jahre alt war, hat die osmanische Staat seiner Familie „ein Lektion […] erteilt“,[142] weil die Familie nach schlecht ausgefallener Ernte die Abgaben nicht leisten konnte.[143] Davud allerdings verschweigt die Familientragödie, gibt zwar zu, er stamme „aus einem abgelegenen Dorf nahe der iranischen Grenze“, doch gleichzeitig vor, er wäre „bei seinem Großvater aufgewachsen, nachdem Räuber seine Eltern getötet hatten.“[141]
- Balaban: Der Anführer eines Roma-Trupps hat „harte Züge, und seine Nase war so oft gebrochen worden, dass sie ihm schief im Gesicht stand. Mit seinen langen Haaren erinnerte er an einen Einsiedler, und im halb geöffneten Mund schimmerte ein Goldzahn.“[31] Jahan hält Balaban abgesehen von Sinan für den klügsten Menschen, den Jahan kennt, doch während Sinans Charakter „einem ruhigen, unergründlichen See glich, war der von Balaban ein reißender, schäumender, ständig über die Ufer tretender Fluss, den niemand bändigen konnte.“[144]
- Captain Gareth: Diese „rein fiktive“, jedoch auf „Seefahrern, die die Seite gewechselt hatten“, basierende[82] Romanfigur hat eine Haut von rötlichem Farbton,[145] „seine schwarzen Zähne standen ihm wie pechbestrichene Fassdauben im Mund“[146] und vom „linken Ohr bis zum Mundwinkel verlief eine Narbe, die den Mund wie eine Verlängerung der Wunde aussehen ließ.“[9] Captain Gareth „konnte mit einem Matrosen scherzen und lachen und im nächsten Augenblick sein Schwert ziehen und den Mann in tausend Stücke hacken. […] Dieser Seebär, der aus einer englischen Kleinstadt stammte und nichts mehr liebte als ein großes Stück geschmorten Schweinebauch und einen ordentlichen Schluck Ale, hatte […] seine Landsleute verraten und war mit wertvollem Geheimwissen zur osmanischen Flotte übergelaufen. Seine Furchtlosigkeit hatte ihm hohes Ansehen im Palast und ein eigenes Geschwader eingebracht“,[147] und wegen seines Rufes kann er jederzeit zu seinem Auftragsdieb Jahan kommen: „Wie ein Geist schien er die Wände des Palasts zu durchdringen. Niemand mochte ihn, doch ihn zu verärgern, wagte keiner. Man ging ihm aus dem Weg, und genau das wollte er.“[148]
- Taras: Dieser aus Sibirien stammende Menagerie-Beschäftigte ist „ein mürrischer, sehniger Kerl unbestimmbaren Alters. Er hatte magische Hände, die Tiere heilen […] konnten“,[149] hatte „jede Krankheit und jedes Unglück überstanden und war schon länger in der Menagerie als irgendwer. Er hatte Sultane kommen und gehen, mächtige Männer fallen und Köpfe […] rollen sehen.“[150] Mit Hilfe des Sibirers lernt Jahan das Alphabet, „den Schlüssel zum großen Geheimnis der Buchstaben“.[151]
- Simeon Buendia: Der jüdische Buchhändler und Freund Sinans ist „ein alter Mann mit riesigen Ohren und buschigen Brauen“ und Bruder eines Sinan-Kontaktmanns in Rom.[152] In Simeons Haus, „das für ihn nach und nach zu einer Zufluchtstätte und zweiten Heimat wurde“, verbringt Jahan „viele Stunden“, denn dort „war er kein Außenseiter. Inmitten der Bücher fand er sich selbst. Sein Italienisch wurde immer besser, und er versuchte sich auch in Latein und Französisch.“[153]
- Hesna Khatun: Die „stämmige Frau“[115] mit dem berechnenden, stechenden Blick[154] war Amme[155] Mihrimahs, später Kinderfrau,[156] Anstandsdame, Ersatzmutter für die von der biologischen Mutter vernachlässigte Prinzessin: „Mihrimah hat Euch so geliebt, dass sie auf niemanden hörte, wenn Ihr nicht dabei wart“, stellt Jahan gegen Ende des Buches fest.[140]
- Kamil Agha: Der Sauberkeitsfanatiker[157] ist einer der Großeunuchen des Palastes und wie sich herausstellt ein Mitverschwörer des Sinan-Lehrlings Davud. „Er zeterte nie, hob nie die Stimme und war doch einer der meistgefürchteten Männer im Palast. Seine Haut war so hell, dass man die Adern durchschimmern sah. Er hatte dunkle Augenringe und ging des Nachts angeblich stundenlang durch die Korridore, weil er so wenig schlafen konnte wie eine Eule auf der Jagd.“[157]

## Deutschsprachige Textausgaben
- Der Architekt des Sultans. Roman. 3. Auflage, neue Ausgabe. Kein & Aber, Zürich 2016. ISBN 978-3-0369-5946-7.
- Der Architekt des Sultans. Roman. 3. Auflage. Kein & Aber, Zürich 2015. ISBN 978-3-0369-5715-9.

## Rezeption
Shafaks „möglicherweise gelungenster Roman“ wurde in Großbritannien begrüßt, während in der Türkei die Rezeption eher frostig ausfiel. Im Jahr 2015 wurde der Roman für den Royal Society of Literature Ondaatje Prize nominiert.